# 38976 Тіве
38976 Тіве (38976 Taeve) — астероїд головного поясу, відкритий 21 жовтня 2000 року.
Тіссеранів параметр щодо Юпітера — 3,482.
Названо на честь відомого німецького велогонщика Ґустав-Адольфа Щура (нар. 1931; нім. Gustav-Adolf Schur) на прізвисько «Тіве» (нім. Täve).